# Shaun Bodiford
Shaun Bodiford (Federal Way, 4 maggio 1982) è un giocatore di football americano statunitense che è attualmente free agent.

## Carriera universitaria
Ha giocato con i Portland State Vikings squadra rappresentativa dell'università di Portland.

## Carriera professionistica

### Detroit Lions
Al draft NFL 2006 non è stato selezionato, ma è stato preso dai Lions dai rookie non selezionati. Ha debuttato nella NFL il 1º ottobre 2006 contro i St. Louis Rams indossando la maglia numero 19.

### Green Bay Packers
È passato ai Packers durante la stagione e ha giocato solamente 3 partite.

### Washington Redskins
Nella stagione 2007 è passato ai Redskins ma non ha trovato spazio e quindi è stato svincolato.

### Seconda volta con i Packers
È ritornato ancora ai Packers, questa volta ha giocato 6 partite prima di esser svincolato.

### New York Giants
È rimasto fermo tutta la stagione 2008 prima di firmare con la squadra di allenamento dei Giants. È stato svincolato dopo poco.

### Oakland Raiders
Il 4 novembre 2009 è passato nella squadra di allenamento degli Raiders. Ma non ha giocato nessuna partita. Ha scelto la maglietta numero 10.
Il 4 settembre 2010 viene svincolato per poi esser messo il giorno dopo nella squadra di allenamento. Il 4 gennaio 2011 a fine stagione ha rifirmato con i Raiders.
Il 3 settembre è stato svincolato.

## Vittorie e premi
Nessuno.

## Statistiche
| Partite totali             | 12 |
| Partite totali da titolare | 0  |
| Yard su ricezione          | 13 |
| Touchdown su ricezione     | 0  |